# المجلس الأعلى للسكان (الأردن)
المجلس الأعلى للسكان هي وكالة ذات اختصاص تتبع الحكومة الأردنية، تعمل كسلطة لقضايا وبرامج الصحة الإنجابية في الأردن. يقع مقرها الرئيسي في عاصمة الأردن (عمان). تم تأسيسها في 3 ديسمبر 2002 للتعامل مع تحديات السكانية التي تواجه الأردن وتعزيز تنفيذ الاستراتيجية الوطنية للسكان.
يترأس الأمانة العامة للمجلس الأعلى للسكان رئيس الوزراء ويتكون من الأعضاء التالية أسماؤهم:
- وزير العمل
- وزير التربية
- وزير الاوقاف والشؤون الإسلامية
- وزير التخطيط
- وزير الصحة
- وزير التنمية الاجتماعية
- رئيس المجلس الأعلى للشباب رئيس اللجنة البرلمانية للسكان والتنمية
- ممثل عن الصندوق الأردني الهاشمي للتنمية البشرية
- مدير مؤسسة الإسكان والتنمية العمرانية
- أمين عام اللجنة الوطنية الأردنية لشؤون المرأة
- أمين عام المجلس الوطني لشؤون الأسرة
- رئيس الجمعية الأردنية لتنظيم وحماية الأسرة
- عضوان من القطاع الخاص

## روابط خارجية
- موقع HPC الإلكتروني
- موقع رئاسة الوزراء الأردنية
- بوابة Jordan</img>